# آمازیغ اطلس میانی
آمازیغ اطلس میانی یا اطلسی (ⵜⴰⵎⴰⵣⵉⵖⵜ Tamazight) یک زبان بربری از خانواده زبان‌های آفروآسیایی است که ۲٫۳ میلیون نفر در کوه‌های اطلس میانی مراکش و همچنین جوامع کوچکتر مهاجر در فرانسه و جاهای دیگر به آن صحبت می‌کنند.
آمازیغ اطلس میانی در کنار تشلحیت، قبایلی، تریفیت، شاوی و طوارقی یکی از پرگویشورترین زبان‌های بربری است. این زبان در مراکش، پس از تشلحیت دومین زبان بربری رایج است. هر پنج زبان بربری ممکن است به عنوان «آمازیغ» شناخته شوند، اما سخنرانان اطلس میانی تنها کسانی هستند که به‌طور انحصاری از این اصطلاح استفاده می‌کنند. همان‌طور که در زبان‌های آفروآسیایی رایج است، آمازیغ دارای همخوان‌های تأکیدی (که به صورت حلقومی تلفظ می‌شوند) ملازی، حلقی و بدون واج / پ / است. آمازیغ دارای سامانه سه واجی است اما دارای واژگان بی‌واج بی‌شماری است.
آمازیغ اطلس میانی (برخلاف تشلحیت همسایه) تا سده بیستم سنت نوشتاری مهمی نداشت. امروزه رسماً از خط تیفیناغ برای آموزش در مدارس مراکش نوشته می‌شود، در حالی که ادبیات زبان‌شناسی توصیفی معمولاً از الفبای لاتین استفاده می‌کند و الفبای عربی نیز گاه استفاده می‌شود.
ترتیب واژگان استاندارد به صورت فعل–نهاد–مفعول است اما گاهی اوقات نهاد–فعل–مفعول رایج است. واژگان با استفاده از پیشوند، پسوند و پیراوند برای جنسیت، شمار و حالت صرف می‌شوند. فعل‌ها نیز برای زمان، نمود، وجه، جهت، شخص نهاد و نفی صرف می‌شوند. وام‌گیری فراگیر از عربی به تمام دسته‌های اصلی، از جمله افعال، گسترش یافته‌است. با این حال، فعل‌های وامی بر اساس الگوهای بومی صرف می‌شوند.